# روي أندرسون (كاتب)
روي أندرسون (بالسويدية: Roy Andersson) (و. 1943  م) هو مخرج أفلام، وكاتب سيناريو، ومونتير، وكاتب، ومخرج سويدي، ولد في غوتنبرغ.

## التعليم
تعلم في جامعة لوند.

## جوائز
حصل على جوائز منها:
- ميدالية الآداب والفنون [الإنجليزية]‏ (2009)
- الدكتوراة الفخرية من جامعة غوتنبرغ (2001)
- جائزة ستيغ داغرمان [الإنجليزية]‏.

## وصلات خارجية
- روي أندرسون على موقع IMDb (الإنجليزية)
- روي أندرسون على موقع مونزينجر (الألمانية)
- روي أندرسون على موقع قاعدة بيانات الأفلام العربية
- روي أندرسون على موقع ألو سيني (الفرنسية)
- روي أندرسون على موقع تيرنر كلاسيك موفيز (الإنجليزية)
- روي أندرسون على موقع أول موفي (الإنجليزية)
- روي أندرسون على موقع قاعدة بيانات الأفلام السويدية (السويدية)
- روي أندرسون على موقع ديسكوغز (الإنجليزية)
- روي أندرسون على موقع قاعدة بيانات الفيلم (الإنجليزية)
- روي أندرسون على موقع كينوبويسك (الروسية)